# Ottersbo
Ottersbo este o localitate din comuna Ørland, provincia Sør-Trøndelag, Norvegia, cu o suprafață de 0,27 km² și o populație de 317 locuitori (2013).